# Heterotanoides
Heterotanoides är ett släkte av kräftdjur. Heterotanoides ingår i familjen Leptocheliidae.
Kladogram enligt Catalogue of Life:
| Heterotanoides | \| \| Heterotanoides capensis \| \| \| \| \| \| Heterotanoides meridionalis \| \| \| \| \| \| Heterotanoides ornatus \| \| \| \| |
|                | \| \| Heterotanoides capensis \| \| \| \| \| \| Heterotanoides meridionalis \| \| \| \| \| \| Heterotanoides ornatus \| \| \| \| |
|                | Hargeria |
|                | |
|                | Heterotanais |
|                | |
|                | Leptochelia |
|                | |
|                | Mesotanais |
|                | |
|                | Pseudoleptochelia |
|                | |
|                | Pseudonototanais |
|                | |
|                | Heterotanoides capensis |
|                | |
|                | Heterotanoides meridionalis |
|                | |
|                | Heterotanoides ornatus |
|                | |

|  | Heterotanoides capensis     |
|  |                             |
|  | Heterotanoides meridionalis |
|  |                             |
|  | Heterotanoides ornatus      |
|  |                             |